# Navarstjärnet
Navarstjärnet är en sjö i Årjängs kommun i Värmland och ingår i Göta älvs huvudavrinningsområde. Sjöns area är 0,027 kvadratkilometer och den befinner sig 174 meter över havet.